# Селларс, Уилфрид
Уи́лфрид Се́лларс (англ. Wilfrid Sellars, 20 мая 1912, Анн-Арбор — 2 июля 1989, Питтсбург) — американский аналитический философ.

## Биография
Сын Роя Вуда Селлерса, одного из основателей критического реализма. Учился в Мичиганском и Оксфордском университетах, затем преподавал в Айовском и Йельском, с 1963 года был профессором Питтсбургского университета.
Основные области интересов: теория познания и философия сознания. Один из основателей и редактор первого американского журнала по аналитической философии «Philosophical Studies» (1950—1974). Представитель натуралистического реализма. Пытался преодолеть характерный для неопозитивизма разрыв между эмпиризмом и рационализмом.

## Философия
Наиболее заметный вклад в философии Уилфрид Селларс оставил благодаря критики эпистемологической концепции, которая послужила формированием так называемого «мифа данного». «Мифом данного» Селларс метафорически именует теорию, согласно которой можно утверждать существование некоторых первичных данных в опыте, независимых от сознания, приобретаемых без всякого предварительного обучения в процессе непосредственного чувственного контакта с внешним миром. На вопрос о том, что именно выступает в роли такого первично данного, в истории мысли находилось множество ответов. Однако, согласно поворотной мысли Селларса, сама задача такого рода исследований является некорректной. Он считал, что классическая эпистемологическая традиция спутала причинный процесс приобретения знания с вопросом его обоснования. Эта позиция отражена в его работе «Эмпиризм и философия ума».
Согласно философу, существует различие между логическим заключением, что нечто имеет место, и наблюдением, что это действительно так. И если бы термин «данное» употреблялся только по отношению к тому, что наблюдается или может наблюдаться с помощью органов чувств, легитимировать его право на существование было бы несложно, однако мы говорим «дано» про множество разных вещей: смысл, материальные объекты, универсалии, суждения, реальные связи, первые принципы, даже про саму данность. Существует, как утверждает Селларс, определенный способ конструирования ситуаций, который можно назвать структурой данности. Эта структура была общим местом для большинства систем философии – как рационалистических, так и эмпирических. Соответственно, свою задачу американский философ видит в подрыве доверия не только к теориям так называемых чувственных данных, но к структуре данности вообще.
Селларс пишет, что всякое осознание фактов, видов, сходств и т.д., то есть осознание абстрактных сущностей, и даже осознание единичностей (и апелляция к ним) – это дело лингвистики. Философ настаивает на том, что “даже осознание таких фактов, видов и сходств, которые принадлежат непосредственному опыту, предопределяется процессом освоения языка”. Эта позиция условно именуется «психологическим номинализмом».
В своей позиции Селларс следует витгенштейновскому подходу, согласно которому обладание понятием лежит внутри языка. Язык – это социальная практика, которая не открывает доступа к сущности вещи самой по себе. Следовательно, у нас нет доступа к объективной реальности самой по себе, которая существовала бы вне пропозициональных структур. Этой позиции противопоставляется наличие у человека «сырых ощущений» – перцепций, которые есть зеркальное отражение реального положения вещей – таких, как боль, чувства, которые испытывают дети при рассматривании цветных объектов и т. д., но, как утверждает Селларс, это не более чем миф.
Для того чтобы преодолеть его, американский философ разводит два понятия: 1) осознавание как различающее поведение; 2) осознавание как то, что он называет бытием “в логическое пространство причин, обосновывающих или способных обосновать сказанное”. Первый тип осознавания есть по сути способность реагировать на стимулы. Выполняя функцию сигнальной системы, он присущ и зверям, и даже амебам и компьютерам. Осознавание во втором смысле претендует на то, что является уникальным свойством человеческого сознания, ибо оно означает способность произносить предложения с намерением обоснования произнесения других предложений. 
В этом последнем смысле осознавание есть причинное условие для возникновения обоснованной истинной веры – знания, но не его основания. Согласно взгляду Селларса, нет такой вещи, как обоснованная вера, не являющейся пропозициональной, и что нет такой вещи, как обоснование, которое было бы делом специального отношения между идеями и объектами. Познание суждений всегда предшествует познанию объектов. Таким образом, единственное, что мы можем сказать, например, о нашем опыте красноты, так это лишь то, что он является причинным условием нашего знания, что тот или иной предмет красный или что красный есть цвет, но не его основанием.
Чтобы объяснить, каким образом дети, находящиеся еще вне лингвистического опыта, могут знать, что такое красное или что такое боль, Селларс вводит еще одно различение: 1) знание того, на что похоже X; 2) знание того, какого сорта вещь представляет X. Первый тип знания является результатом того, что тот или иной объект когда-то имел место, ощущался. Они известны без того, чтобы быть классифицированными или же соотнесенными тем или иным путем с чем-либо еще. Второй тип включает способность к увязыванию концепции Х-ности с другими концепциями таким образом, чтобы можно было обосновывать утверждения об Х-ах. Это означает, что мы не можем обладать одной концепцией, не обладая многими. Ведь мы не можем обладать концепцией чего-то лишь по той причине, что обратили внимание на то, какого сорта эта вещь, потому что иметь способность к тому, чтобы обратить внимание на сорт вещей, уже подразумевает, что мы имеем концепцию этого сорта вещи. Мы вполне можем говорить о том, о чем не имеем «сырых ощущений», но мы, тем не менее, не можем иметь обоснованную истинную веру, или знание, о них если мы не можем о них говорить. Именно в силу того, что между первым и вторым видами знания нет прямой причинно-следственной связи, «миф данного» становится преодоленным.
Классический эмпиризм же всегда исходил из «мифа данного», из представления о том, что первичным значением обладают именно непосредственные данные чувственного опыта, а все остальные виды знания надстраиваются над ними. Задача человеческого ума в таком случае – это только как можно чище выстроить здание науки над этими первичными данными. Тут события ума наделены качеством непосредственности, пассивности. Однако, сознание наделено активностью в процессе приобретения знания, которая определяется языковой компонентой. Всякое познание, согласно Селларсу, включая различение человеком своих чувственных переживаний, детерминировано процессом обучения языку, способностью соотносить внутренние события организма с понятиями и умением лингвистически их оформлять.
В отличие от, скажем, Куайна, который все же предполагал наличие эмпирических оснований, Селларс полагает, что ощущения, как и физические объекты, распознаются исключительно в рамках принятой концептуальной схемы и удостоверяются в зависимости от имеющихся в ней средств. Поэтому, будет ошибочно утверждать наличие какого-либо эмпирического опыта, якобы основывающегося на некотором достоверном не языковом, а предельно специфическом, характерным только для ума как независимой субстанции фундаменте. Процесс познания не нуждается в эмпирических или онтологических основаниях, это набор эпистемических правил, источник которых – общественно принятые нормы.

## Сочинения
- Science, Perception and Reality, 1963
- Science and Metaphysics: Variations on Kantian Themes, 1968
- Essays in Philosophy and Its History, 1975
- Philosophical Perspectives, 1977
- Naturalism and Ontology, 1979
- Pure Pragmatics and Possible Worlds-The Early Essays of Wilfrid Sellars, 1980
- The Metaphysics of Epistemology, Lectures, 1989
- Empiricism and the Philosophy of Mind, 1997
- Kant and Pre-Kantian Themes: Lectures, 2002
- Kant’s Transcendental Metaphysics: Sellars' Cassirer Lecture Notes and Other Essays, 2002

#### Переводы на русский язык
- Селларс У. Эмпиризм и философия сознания / пер. с англ. Г. Рогонян. — СПб.: Издательство Европейского университета в Санкт-Петербурге, 2021. — 218 с. — (Прагматический поворот). — ISBN 978-5-94380-320-8.